# Wacław Królikowski (chemik)
Wacław Stanisław Królikowski (ur. 24 stycznia 1927 w Lublinie, zm. 30 listopada 2021) – polski chemik, specjalista w zakresie technologii polimerów i tworzyw sztucznych, prof. dr inż.

## Życiorys
W 1951 ukończył studia chemiczne w Politechnice Gdańskiej, w 1967 obronił pracę doktorską. W 1985 nadano mu tytuł profesora w zakresie nauk chemicznych. Został zatrudniony na stanowisku profesora w Instytucie Polimerów na Wydziale Technologii i Inżynierii Chemicznej Zachodniopomorskiego Uniwersytetu Technologicznego w Szczecinie. Był członkiem prezydium Komitetu Nauki o Materiałach Polskiej Akademii Nauk.
Zmarł 30 listopada 2021, pochowany na cmentarzu Centralnym w Szczecinie.

## Wyróżnienia
- 2016: tytuł Doktor honoris causa Zachodniopomorskiego Uniwersytetu Technologicznego w Szczecinie[1][2]